# Brøndby Hallen
 (avril 2025).
Si vous disposez d'ouvrages ou d'articles de référence ou si vous connaissez des sites web de qualité traitant du thème abordé ici, merci de compléter l'article en donnant les références utiles à sa vérifiabilité et en les liant à la section « Notes et références ».
La Brøndby Hallen est un équipement sportif situé à Brøndby, sur l'île de Seeland au Danemark.
Ouverte en 1973 et d'une capacité de 4 400 spectateurs, elle a été construite pour notamment accueillir des matchs de handball et des concerts. Elle a également accueilli plusieurs compétitions sportives internationales de patinage artistique et de handball

## Événements
- Badminton
  - Championnats du monde de badminton 1983
  - Championnats du monde de badminton 1991
  - Championnats du monde de badminton 1999
- Handball
  - Championnat du monde masculin de handball 1978
  - Championnat d'Europe masculin de handball 2014
  - Championnat du Danemark masculin de handball
  - Coupe du Danemark masculine de handball
- Patinage artistique
  - Championnats d'Europe de patinage artistique 1975
  - Championnats du monde de patinage artistique 1982
  - Championnats d'Europe de patinage artistique 1986
  - Championnats d'Europe de patinage artistique 1994